# Анрі Муєфарін
Анрі Муєфарін (фр. Henri Mouillefarine, 1 серпня 1910 — 21 липня 1994) — французький велогонщик.
Срібний призер Олімпійських Ігор 1932 року в командній гонці переслідування.